# The Pathless
『The Pathless』（ザ・パスレス）は、Giant Squidが開発したアクションアドベンチャーゲーム。2020年11月12日に、Microsoft Windows、PlayStation 4、PlayStation 5、Apple Arcade（iOS、iPadOS、macOS、tvOS）用ソフトとしてアンナプルナ・インタラクティブから発売され、2023年2月2日にはXbox One、Xbox Series X/S、Nintendo Switch向けにも発売された。

## 開発
本作は『ABZÛ』を手がけたインディゲームスタジオのGiant Squidによって開発され、日本時間の2018年12月7日に開催された「The Game Awards 2018」にて制作が発表された。
本作はオープンワールドゲームとして開発されたが、ファストトラベル、マップ、ゲームオーバーといった要素がない。その理由についてGiant Squidの創設者 兼 クリエイティブディレクターのMatt Navaは「浸っていた世界から引き戻されてゲームの中にいることを思い出してしまうことを避けるために採用しなかった」と語っている。
本作の音楽は、『風ノ旅ビト』でグラミー賞にノミネートされたオースティン・ウィントリーが担当。サウンドトラックは、メインの曲を収録した『The Pathless』と、同アルバムには収録されていない落ち着いた曲を収録した『The Pathless: Meditations』が発売されている。

## ゲームプレイ
本作の主人公は、弓矢を携えた女性の狩人。プレイヤーは弓矢を使い、ゲーム中に出会う鷲と協力して、フィールドに点在する遺跡の仕掛けを解く。フィールドにはエリアごとに魔獣が存在しており、探索中、プレイヤーに接近してくる。魔獣が放つオーラの中に入ると鷲と離れ離れになり、魔獣から隠れながら鷲に近づいてその場を清めなければならないが、遺跡にある光の石を集めてフィールドに点在する塔を解放することで魔獣と戦えるようになる。プレイヤーが逃げ出す魔獣を追跡しながら弱点を射抜いていくと、魔獣がステージに立ち止まり、プレイヤーと本格的に戦うこととなる。

### 操作
プレイヤーはダッシュ移動ができるが、ダッシュ中は霊力ゲージを消費する。フィールドに浮かぶ霊符を射抜くことで、一時的に移動スピードが上昇すると同時に霊力ゲージを回復し、ダッシュし続けることができる。また、鷲につかまって滑空することもでき、謎解きの際は、鷲に重りを運んでもらうこともある。
そのほか、「霊視」を使って、通常では見えない道や重要な探索ポイントを知ることもできる。

## あらすじ
主人公である狩人（声：ローラ・ベイリー）が舞台となる島に船で上陸する場面から物語が始まる。狩人はその島で呪いを受けて弱っている巨大な母ワシと出会い、島の遺跡にある光の石を集め、石塔にはめ込んで母ワシの呪いを解くが、そこに突如、神殺し（声：トロイ・ベイカー）が現れる。狩人は神殺しに戦いを挑むも敗れ、神殺しの呪いによって母ワシは倒される。母ワシは狩人に、自らの子供である神々を呪いから解放し、神殺しを倒して世界に光を取り戻すよう言い残し、消滅する。その直後、狩人は母ワシがいなくなった巣に、母ワシの生まれ変わりである小さなワシを発見する。こうして狩人は、小さなワシと共に島の大地を清める旅に出ることとなる。
狩人とワシは、島に点在する遺跡から光の石を集め、神殺しによって魔獣へと姿を変えられた神々と戦い、その呪いを解いていく。全ての神の呪いを解いた狩人は浮き島にたどり着くが、突如現れた神殺しの攻撃で狩人は倒され、弓は破壊され、神殺しの呪いでワシが魔獣にされる。狩人は神々から月の弓を授けられ、魔獣を倒し、その呪いを引き受ける。そして神々の力を得た狩人はワシと協力して神殺しを倒し、世界に光を取り戻す。しかし、強力な呪いによって狩人は倒れ、ワシに世界を託す。
拡張エンディング
一定の条件を満たすことで、神々の力を得たワシが狩人の呪いを解き、狩人が助かるエンディングを見ることができる。